# Tour of Qinghai Lake 2023
Tour of Qinghai Lake 2023 var den 22. udgave af det kinesiske etapeløb Tour of Qinghai Lake. Cykelløbets otte etaper blev kørt fra 9. til 16. juli 2023. Løbet var en del af UCI ProSeries 2023.

## Etaperne
| Etape    | Dato     | Start – Mål                                                | type          | Afstand (km) | Elevation (m) | Etapevinder         | Førende rytter  |
| -------- | -------- | ---------------------------------------------------------- | ------------- | ------------ | ------------- | ------------------- | --------------- |
| 1. etape | 9. jul.  | Xining – Xining                                            | flad etape    | 108,8        | 455 m         | Timothy Dupont      | Timothy Dupont  |
| 2. etape | 10. jul. | Duoba Town – Guide County                                  | bjergetape    | 132,35       | 1.888 m       | Nils Sinschek       | Nils Sinschek   |
| 3. etape | 11. jul. | Guide County – Huzhu Tu Autonomous County                  | bjergetape    | 201,12       | 3.761 m       | Davide Baldaccini   | Wilmar Paredes  |
| 4. etape | 12. jul. | Huzhu Tu Autonomous County – Menyuan Hui Autonomous County | kuperet etape | 188,69       | 2.541 m       | Frank van den Broek | Wilmar Paredes  |
| 5. etape | 13. jul. | Menyuan Hui Autonomous County – Qilian County              | flad etape    | 170          | 1.374 m       | Enrico Zanoncello   | Wilmar Paredes  |
| 6. etape | 14. jul. | Qilian County – Xihai                                      | kuperet etape | 205,95       | 2.602 m       | Attilio Viviani     | Wilmar Paredes  |
| 7. etape | 15. jul. | Xihai – Gonghe County                                      | kuperet etape | 127,25       | 1.249 m       | Henok Mulubrhan     | Eric Fagúndez   |
| 8. etape | 16. jul. | Gonghe County – Qaka                                       | flad etape    | 200,27       | 1.035 m       | Timothy Dupont      | Henok Mulubrhan |

### 1. etape
| Xining - Xining | flad etape | (108,8 km) |

| \| Etaperesultat \| Etaperesultat \| Etaperesultat \| Etaperesultat \| Etaperesultat \| \| Rytter \| Rytter \| Hold \| Tid \| \| \| ------------- \| ------------------------ \| --------------------------------------- \| ------------- \| ------------- \| \| 1. \| Timothy Dupont \| Tarteletto-Isorex \| 2t 15' 10" \| \| \| 2. \| Mārtiņš Pluto \| À Bloc CT \| + 0" \| \| \| 3. \| Attilio Viviani \| Team Corratec-Selle Italia \| + 0" \| \| \| 4. \| Zhi Hui Jiang \| Li Ning Star \| + 0" \| \| \| 5. \| Henok Mulubrhan \| Green Project-Bardiani CSF-Faizanè \| + 0" \| \| \| 6. \| Luke Mudgway \| Bolton Equities Black Spoke Pro Cycling \| + 0" \| \| \| 7. \| Miguel Ángel Fernández \| Burgos-BH \| + 0" \| \| \| 8. \| Wilmar Paredes \| Medellín-EPM \| + 0" \| \| \| 9. \| Jelle Johannink \| À Bloc CT \| + 0" \| \| \| 10. \| Andoni López de Abetxuko \| Euskaltel-Euskadi \| + 0" \| \| |                          |                                         |            |
| |                          |                                         |            |
| Kilde: ProCyclingStats |                          |                                         |            |
| Etaperesultat |                          |                                         |            |
| Rytter | Rytter                   | Hold                                    | Tid        |
| 1. | Timothy Dupont           | Tarteletto-Isorex                       | 2t 15' 10" |
| 2. | Mārtiņš Pluto            | À Bloc CT                               | + 0"       |
| 3. | Attilio Viviani          | Team Corratec-Selle Italia              | + 0"       |
| 4. | Zhi Hui Jiang            | Li Ning Star                            | + 0"       |
| 5. | Henok Mulubrhan          | Green Project-Bardiani CSF-Faizanè      | + 0"       |
| 6. | Luke Mudgway             | Bolton Equities Black Spoke Pro Cycling | + 0"       |
| 7. | Miguel Ángel Fernández   | Burgos-BH                               | + 0"       |
| 8. | Wilmar Paredes           | Medellín-EPM                            | + 0"       |
| 9. | Jelle Johannink          | À Bloc CT                               | + 0"       |
| 10. | Andoni López de Abetxuko | Euskaltel-Euskadi                       | + 0"       |

| \| Samlede stilling \| Samlede stilling \| Samlede stilling \| Samlede stilling \| Samlede stilling \| \| Rytter \| Rytter \| Hold \| Tid \| \| \| ---------------- \| ----------------------- \| -------------------------- \| ---------------- \| ---------------- \| \| 1. \| Timothy Dupont \| Tarteletto-Isorex \| 2t 15' 00" \| \| \| 2. \| Mārtiņš Pluto \| À Bloc CT \| + 4" \| \| \| 3. \| Nils Sinschek \| À Bloc CT \| + 4" \| \| \| 4. \| Attilio Viviani \| Team Corratec-Selle Italia \| + 6" \| \| \| 5. \| Martijn Rasenberg \| À Bloc CT \| + 6" \| \| \| 6. \| Roniel Campos \| Li Ning Star \| + 7" \| \| \| 7. \| Danny Osorio \| Medellín-EPM \| + 8" \| \| \| 8. \| Thanakhan Chaiyasombat \| Thailand \| + 9" \| \| \| 9. \| Enkhtaivan Bolor-Erdene \| Mongoliet \| + 9" \| \| \| 10. \| André Drege \| Team Coop-Repsol \| + 9" \| \| |                         |                            |            |
| |                         |                            |            |
| Kilde: ProCyclingStats |                         |                            |            |
| Samlede stilling |                         |                            |            |
| Rytter | Rytter                  | Hold                       | Tid        |
| 1. | Timothy Dupont          | Tarteletto-Isorex          | 2t 15' 00" |
| 2. | Mārtiņš Pluto           | À Bloc CT                  | + 4"       |
| 3. | Nils Sinschek           | À Bloc CT                  | + 4"       |
| 4. | Attilio Viviani         | Team Corratec-Selle Italia | + 6"       |
| 5. | Martijn Rasenberg       | À Bloc CT                  | + 6"       |
| 6. | Roniel Campos           | Li Ning Star               | + 7"       |
| 7. | Danny Osorio            | Medellín-EPM               | + 8"       |
| 8. | Thanakhan Chaiyasombat  | Thailand                   | + 9"       |
| 9. | Enkhtaivan Bolor-Erdene | Mongoliet                  | + 9"       |
| 10. | André Drege             | Team Coop-Repsol           | + 9"       |

### 2. etape
| Duoba Town - Guide County | bjergetape | (132,35 km) |

| \| Etaperesultat \| Etaperesultat \| Etaperesultat \| Etaperesultat \| Etaperesultat \| \| Rytter \| Rytter \| Hold \| Tid \| \| \| ------------- \| ------------------------ \| ------------------------------------ \| ------------- \| ------------- \| \| 1. \| Nils Sinschek \| À Bloc CT \| 3t 08' 24" \| \| \| 2. \| Anton Stensby \| Team Coop-Repsol \| + 3" \| \| \| 3. \| Wilmar Paredes \| Medellín-EPM \| + 3" \| \| \| 4. \| Enrico Zanoncello \| Green Project-Bardiani CSF-Faizanè \| + 50" \| \| \| 5. \| Lyu Xianjing \| China Glory Continental Cycling Team \| + 50" \| \| \| 6. \| Henok Mulubrhan \| Green Project-Bardiani CSF-Faizanè \| + 50" \| \| \| 7. \| Dylan Sunderland \| St George Continental Cycling Team \| + 50" \| \| \| 8. \| Óscar Sevilla \| Medellín-EPM \| + 50" \| \| \| 9. \| Andoni López de Abetxuko \| Euskaltel-Euskadi \| + 50" \| \| \| 10. \| Roniel Campos \| Li Ning Star \| + 50" \| \| |                          |                                      |            |
| |                          |                                      |            |
| Kilde: ProCyclingStats |                          |                                      |            |
| Etaperesultat |                          |                                      |            |
| Rytter | Rytter                   | Hold                                 | Tid        |
| 1. | Nils Sinschek            | À Bloc CT                            | 3t 08' 24" |
| 2. | Anton Stensby            | Team Coop-Repsol                     | + 3"       |
| 3. | Wilmar Paredes           | Medellín-EPM                         | + 3"       |
| 4. | Enrico Zanoncello        | Green Project-Bardiani CSF-Faizanè   | + 50"      |
| 5. | Lyu Xianjing             | China Glory Continental Cycling Team | + 50"      |
| 6. | Henok Mulubrhan          | Green Project-Bardiani CSF-Faizanè   | + 50"      |
| 7. | Dylan Sunderland         | St George Continental Cycling Team   | + 50"      |
| 8. | Óscar Sevilla            | Medellín-EPM                         | + 50"      |
| 9. | Andoni López de Abetxuko | Euskaltel-Euskadi                    | + 50"      |
| 10. | Roniel Campos            | Li Ning Star                         | + 50"      |

| \| Samlede stilling \| Samlede stilling \| Samlede stilling \| Samlede stilling \| Samlede stilling \| \| Rytter \| Rytter \| Hold \| Tid \| \| \| ---------------- \| ------------------------ \| --------------------------------------- \| ---------------- \| ---------------- \| \| 1. \| Nils Sinschek \| À Bloc CT \| 5t 23' 12" \| \| \| 2. \| Anton Stensby \| Team Coop-Repsol \| + 15" \| \| \| 3. \| Wilmar Paredes \| Medellín-EPM \| + 21" \| \| \| 4. \| Roniel Campos \| Li Ning Star \| + 1' 09" \| \| \| 5. \| Danny Osorio \| Medellín-EPM \| + 1' 10" \| \| \| 6. \| Henok Mulubrhan \| Green Project-Bardiani CSF-Faizanè \| + 1' 12" \| \| \| 7. \| Andoni López de Abetxuko \| Euskaltel-Euskadi \| + 1' 12" \| \| \| 8. \| Enrico Zanoncello \| Green Project-Bardiani CSF-Faizanè \| + 1' 12" \| \| \| 9. \| Willie Smit \| China Glory Continental Cycling Team \| + 1' 12" \| \| \| 10. \| Logan Currie \| Bolton Equities Black Spoke Pro Cycling \| + 1' 12" \| \| |                          |                                         |            |
| |                          |                                         |            |
| Kilde: ProCyclingStats |                          |                                         |            |
| Samlede stilling |                          |                                         |            |
| Rytter | Rytter                   | Hold                                    | Tid        |
| 1. | Nils Sinschek            | À Bloc CT                               | 5t 23' 12" |
| 2. | Anton Stensby            | Team Coop-Repsol                        | + 15"      |
| 3. | Wilmar Paredes           | Medellín-EPM                            | + 21"      |
| 4. | Roniel Campos            | Li Ning Star                            | + 1' 09"   |
| 5. | Danny Osorio             | Medellín-EPM                            | + 1' 10"   |
| 6. | Henok Mulubrhan          | Green Project-Bardiani CSF-Faizanè      | + 1' 12"   |
| 7. | Andoni López de Abetxuko | Euskaltel-Euskadi                       | + 1' 12"   |
| 8. | Enrico Zanoncello        | Green Project-Bardiani CSF-Faizanè      | + 1' 12"   |
| 9. | Willie Smit              | China Glory Continental Cycling Team    | + 1' 12"   |
| 10. | Logan Currie             | Bolton Equities Black Spoke Pro Cycling | + 1' 12"   |

### 3. etape
| Guide County - Huzhu Tu Autonomous County | bjergetape | (201,12 km) |

| \| Etaperesultat \| Etaperesultat \| Etaperesultat \| Etaperesultat \| Etaperesultat \| \| Rytter \| Rytter \| Hold \| Tid \| \| \| ------------- \| ----------------- \| --------------------------------------- \| ------------- \| ------------- \| \| 1. \| Davide Baldaccini \| Team Corratec-Selle Italia \| 5t 17' 56" \| \| \| 2. \| Eric Fagúndez \| Burgos-BH \| + 1" \| \| \| 3. \| André Drege \| Team Coop-Repsol \| + 8" \| \| \| 4. \| Henok Mulubrhan \| Green Project-Bardiani CSF-Faizanè \| + 8" \| \| \| 5. \| Luke Mudgway \| Bolton Equities Black Spoke Pro Cycling \| + 8" \| \| \| 6. \| Wilmar Paredes \| Medellín-EPM \| + 8" \| \| \| 7. \| Lyu Xianjing \| China Glory Continental Cycling Team \| + 8" \| \| \| 8. \| Joan Bou \| Euskaltel-Euskadi \| + 8" \| \| \| 9. \| Jacob Relaes \| Tarteletto-Isorex \| + 8" \| \| \| 10. \| Ibai Azurmendi \| Euskaltel-Euskadi \| + 8" \| \| |                   |                                         |            |
| |                   |                                         |            |
| Kilde: ProCyclingStats |                   |                                         |            |
| Etaperesultat |                   |                                         |            |
| Rytter | Rytter            | Hold                                    | Tid        |
| 1. | Davide Baldaccini | Team Corratec-Selle Italia              | 5t 17' 56" |
| 2. | Eric Fagúndez     | Burgos-BH                               | + 1"       |
| 3. | André Drege       | Team Coop-Repsol                        | + 8"       |
| 4. | Henok Mulubrhan   | Green Project-Bardiani CSF-Faizanè      | + 8"       |
| 5. | Luke Mudgway      | Bolton Equities Black Spoke Pro Cycling | + 8"       |
| 6. | Wilmar Paredes    | Medellín-EPM                            | + 8"       |
| 7. | Lyu Xianjing      | China Glory Continental Cycling Team    | + 8"       |
| 8. | Joan Bou          | Euskaltel-Euskadi                       | + 8"       |
| 9. | Jacob Relaes      | Tarteletto-Isorex                       | + 8"       |
| 10. | Ibai Azurmendi    | Euskaltel-Euskadi                       | + 8"       |

| \| Samlede stilling \| Samlede stilling \| Samlede stilling \| Samlede stilling \| Samlede stilling \| \| Rytter \| Rytter \| Hold \| Tid \| \| \| ---------------- \| ----------------- \| --------------------------------------- \| ---------------- \| ---------------- \| \| 1. \| Wilmar Paredes \| Medellín-EPM \| 10t 41' 34" \| \| \| 2. \| Davide Baldaccini \| Team Corratec-Selle Italia \| + 36" \| \| \| 3. \| Eric Fagúndez \| Burgos-BH \| + 41" \| \| \| 4. \| Henok Mulubrhan \| Green Project-Bardiani CSF-Faizanè \| + 51" \| \| \| 5. \| Logan Currie \| Bolton Equities Black Spoke Pro Cycling \| + 51" \| \| \| 6. \| Óscar Sevilla \| Medellín-EPM \| + 51" \| \| \| 7. \| Roniel Campos \| Li Ning Star \| + 51" \| \| \| 8. \| Danny Osorio \| Medellín-EPM \| + 52" \| \| \| 9. \| Willie Smit \| China Glory Continental Cycling Team \| + 54" \| \| \| 10. \| Lyu Xianjing \| China Glory Continental Cycling Team \| + 54" \| \| |                   |                                         |             |
| |                   |                                         |             |
| Kilde: ProCyclingStats |                   |                                         |             |
| Samlede stilling |                   |                                         |             |
| Rytter | Rytter            | Hold                                    | Tid         |
| 1. | Wilmar Paredes    | Medellín-EPM                            | 10t 41' 34" |
| 2. | Davide Baldaccini | Team Corratec-Selle Italia              | + 36"       |
| 3. | Eric Fagúndez     | Burgos-BH                               | + 41"       |
| 4. | Henok Mulubrhan   | Green Project-Bardiani CSF-Faizanè      | + 51"       |
| 5. | Logan Currie      | Bolton Equities Black Spoke Pro Cycling | + 51"       |
| 6. | Óscar Sevilla     | Medellín-EPM                            | + 51"       |
| 7. | Roniel Campos     | Li Ning Star                            | + 51"       |
| 8. | Danny Osorio      | Medellín-EPM                            | + 52"       |
| 9. | Willie Smit       | China Glory Continental Cycling Team    | + 54"       |
| 10. | Lyu Xianjing      | China Glory Continental Cycling Team    | + 54"       |

### 4. etape
| Huzhu Tu Autonomous County - Menyuan Hui Autonomous County | kuperet etape | (188,69 km) |

| \| Etaperesultat \| Etaperesultat \| Etaperesultat \| Etaperesultat \| Etaperesultat \| \| Rytter \| Rytter \| Hold \| Tid \| \| \| ------------- \| ------------------------ \| ------------------------------------ \| ------------- \| ------------- \| \| 1. \| Frank van den Broek \| À Bloc CT \| 4t 40' 50" \| \| \| 2. \| Stefano Gandin \| Team Corratec-Selle Italia \| + 1' 52" \| \| \| 3. \| Timothy Dupont \| Tarteletto-Isorex \| + 2' 40" \| \| \| 4. \| Miguel Ángel Fernández \| Burgos-BH \| + 2' 40" \| \| \| 5. \| Bilguunjargal Erdenebat \| Mongoliet \| + 2' 40" \| \| \| 6. \| Lyu Xianjing \| China Glory Continental Cycling Team \| + 2' 40" \| \| \| 7. \| Andoni López de Abetxuko \| Euskaltel-Euskadi \| + 2' 40" \| \| \| 8. \| Martijn Rasenberg \| À Bloc CT \| + 2' 40" \| \| \| 9. \| Enrico Zanoncello \| Green Project-Bardiani CSF-Faizanè \| + 2' 40" \| \| \| 10. \| Luca Colnaghi \| Green Project-Bardiani CSF-Faizanè \| + 2' 40" \| \| |                          |                                      |            |
| |                          |                                      |            |
| Kilde: ProCyclingStats |                          |                                      |            |
| Etaperesultat |                          |                                      |            |
| Rytter | Rytter                   | Hold                                 | Tid        |
| 1. | Frank van den Broek      | À Bloc CT                            | 4t 40' 50" |
| 2. | Stefano Gandin           | Team Corratec-Selle Italia           | + 1' 52"   |
| 3. | Timothy Dupont           | Tarteletto-Isorex                    | + 2' 40"   |
| 4. | Miguel Ángel Fernández   | Burgos-BH                            | + 2' 40"   |
| 5. | Bilguunjargal Erdenebat  | Mongoliet                            | + 2' 40"   |
| 6. | Lyu Xianjing             | China Glory Continental Cycling Team | + 2' 40"   |
| 7. | Andoni López de Abetxuko | Euskaltel-Euskadi                    | + 2' 40"   |
| 8. | Martijn Rasenberg        | À Bloc CT                            | + 2' 40"   |
| 9. | Enrico Zanoncello        | Green Project-Bardiani CSF-Faizanè   | + 2' 40"   |
| 10. | Luca Colnaghi            | Green Project-Bardiani CSF-Faizanè   | + 2' 40"   |

| \| Samlede stilling \| Samlede stilling \| Samlede stilling \| Samlede stilling \| Samlede stilling \| \| Rytter \| Rytter \| Hold \| Tid \| \| \| ---------------- \| ----------------- \| --------------------------------------- \| ---------------- \| ---------------- \| \| 1. \| Wilmar Paredes \| Medellín-EPM \| 15t 25' 04" \| \| \| 2. \| Davide Baldaccini \| Team Corratec-Selle Italia \| + 36" \| \| \| 3. \| Eric Fagúndez \| Burgos-BH \| + 41" \| \| \| 4. \| Henok Mulubrhan \| Green Project-Bardiani CSF-Faizanè \| + 50" \| \| \| 5. \| Logan Currie \| Bolton Equities Black Spoke Pro Cycling \| + 51" \| \| \| 6. \| Óscar Sevilla \| Medellín-EPM \| + 51" \| \| \| 7. \| Roniel Campos \| Li Ning Star \| + 51" \| \| \| 8. \| Lyu Xianjing \| China Glory Continental Cycling Team \| + 54" \| \| \| 9. \| Willie Smit \| China Glory Continental Cycling Team \| + 54" \| \| \| 10. \| Ibai Azurmendi \| Euskaltel-Euskadi \| + 54" \| \| |                   |                                         |             |
| |                   |                                         |             |
| Kilde: ProCyclingStats |                   |                                         |             |
| Samlede stilling |                   |                                         |             |
| Rytter | Rytter            | Hold                                    | Tid         |
| 1. | Wilmar Paredes    | Medellín-EPM                            | 15t 25' 04" |
| 2. | Davide Baldaccini | Team Corratec-Selle Italia              | + 36"       |
| 3. | Eric Fagúndez     | Burgos-BH                               | + 41"       |
| 4. | Henok Mulubrhan   | Green Project-Bardiani CSF-Faizanè      | + 50"       |
| 5. | Logan Currie      | Bolton Equities Black Spoke Pro Cycling | + 51"       |
| 6. | Óscar Sevilla     | Medellín-EPM                            | + 51"       |
| 7. | Roniel Campos     | Li Ning Star                            | + 51"       |
| 8. | Lyu Xianjing      | China Glory Continental Cycling Team    | + 54"       |
| 9. | Willie Smit       | China Glory Continental Cycling Team    | + 54"       |
| 10. | Ibai Azurmendi    | Euskaltel-Euskadi                       | + 54"       |

### 5. etape
| Menyuan Hui Autonomous County - Qilian County | flad etape | (170 km) |

| \| Etaperesultat \| Etaperesultat \| Etaperesultat \| Etaperesultat \| Etaperesultat \| \| Rytter \| Rytter \| Hold \| Tid \| \| \| ------------- \| ------------------------ \| --------------------------------------- \| ------------- \| ------------- \| \| 1. \| Enrico Zanoncello \| Green Project-Bardiani CSF-Faizanè \| 4t 03' 06" \| \| \| 2. \| Andoni López de Abetxuko \| Euskaltel-Euskadi \| + 0" \| \| \| 3. \| Jelle Johannink \| À Bloc CT \| + 0" \| \| \| 4. \| Attilio Viviani \| Team Corratec-Selle Italia \| + 0" \| \| \| 5. \| Luca Colnaghi \| Green Project-Bardiani CSF-Faizanè \| + 0" \| \| \| 6. \| Luke Mudgway \| Bolton Equities Black Spoke Pro Cycling \| + 0" \| \| \| 7. \| Henok Mulubrhan \| Green Project-Bardiani CSF-Faizanè \| + 0" \| \| \| 8. \| Miguel Ángel Fernández \| Burgos-BH \| + 0" \| \| \| 9. \| Joan Bou \| Euskaltel-Euskadi \| + 0" \| \| \| 10. \| Nicolas Dalla Valle \| Team Corratec-Selle Italia \| + 0" \| \| |                          |                                         |            |
| |                          |                                         |            |
| Kilde: ProCyclingStats |                          |                                         |            |
| Etaperesultat |                          |                                         |            |
| Rytter | Rytter                   | Hold                                    | Tid        |
| 1. | Enrico Zanoncello        | Green Project-Bardiani CSF-Faizanè      | 4t 03' 06" |
| 2. | Andoni López de Abetxuko | Euskaltel-Euskadi                       | + 0"       |
| 3. | Jelle Johannink          | À Bloc CT                               | + 0"       |
| 4. | Attilio Viviani          | Team Corratec-Selle Italia              | + 0"       |
| 5. | Luca Colnaghi            | Green Project-Bardiani CSF-Faizanè      | + 0"       |
| 6. | Luke Mudgway             | Bolton Equities Black Spoke Pro Cycling | + 0"       |
| 7. | Henok Mulubrhan          | Green Project-Bardiani CSF-Faizanè      | + 0"       |
| 8. | Miguel Ángel Fernández   | Burgos-BH                               | + 0"       |
| 9. | Joan Bou                 | Euskaltel-Euskadi                       | + 0"       |
| 10. | Nicolas Dalla Valle      | Team Corratec-Selle Italia              | + 0"       |

| \| Samlede stilling \| Samlede stilling \| Samlede stilling \| Samlede stilling \| Samlede stilling \| \| Rytter \| Rytter \| Hold \| Tid \| \| \| ---------------- \| ----------------- \| --------------------------------------- \| ---------------- \| ---------------- \| \| 1. \| Wilmar Paredes \| Medellín-EPM \| 19t 28' 10" \| \| \| 2. \| Davide Baldaccini \| Team Corratec-Selle Italia \| + 36" \| \| \| 3. \| Eric Fagúndez \| Burgos-BH \| + 41" \| \| \| 4. \| Óscar Sevilla \| Medellín-EPM \| + 48" \| \| \| 5. \| Henok Mulubrhan \| Green Project-Bardiani CSF-Faizanè \| + 50" \| \| \| 6. \| Logan Currie \| Bolton Equities Black Spoke Pro Cycling \| + 51" \| \| \| 7. \| Roniel Campos \| Li Ning Star \| + 51" \| \| \| 8. \| Joan Bou \| Euskaltel-Euskadi \| + 52" \| \| \| 9. \| Lyu Xianjing \| China Glory Continental Cycling Team \| + 54" \| \| \| 10. \| Willie Smit \| China Glory Continental Cycling Team \| + 54" \| \| |                   |                                         |             |
| |                   |                                         |             |
| Kilde: ProCyclingStats |                   |                                         |             |
| Samlede stilling |                   |                                         |             |
| Rytter | Rytter            | Hold                                    | Tid         |
| 1. | Wilmar Paredes    | Medellín-EPM                            | 19t 28' 10" |
| 2. | Davide Baldaccini | Team Corratec-Selle Italia              | + 36"       |
| 3. | Eric Fagúndez     | Burgos-BH                               | + 41"       |
| 4. | Óscar Sevilla     | Medellín-EPM                            | + 48"       |
| 5. | Henok Mulubrhan   | Green Project-Bardiani CSF-Faizanè      | + 50"       |
| 6. | Logan Currie      | Bolton Equities Black Spoke Pro Cycling | + 51"       |
| 7. | Roniel Campos     | Li Ning Star                            | + 51"       |
| 8. | Joan Bou          | Euskaltel-Euskadi                       | + 52"       |
| 9. | Lyu Xianjing      | China Glory Continental Cycling Team    | + 54"       |
| 10. | Willie Smit       | China Glory Continental Cycling Team    | + 54"       |

### 6. etape
| Qilian County - Xihai | kuperet etape | (205,95 km) |

| \| Etaperesultat \| Etaperesultat \| Etaperesultat \| Etaperesultat \| Etaperesultat \| \| Rytter \| Rytter \| Hold \| Tid \| \| \| ------------- \| ---------------------- \| ------------------------------------ \| ------------- \| ------------- \| \| 1. \| Attilio Viviani \| Team Corratec-Selle Italia \| 4t 53' 34" \| \| \| 2. \| Timothy Dupont \| Tarteletto-Isorex \| + 0" \| \| \| 3. \| Enrico Zanoncello \| Green Project-Bardiani CSF-Faizanè \| + 0" \| \| \| 4. \| Miguel Ángel Fernández \| Burgos-BH \| + 0" \| \| \| 5. \| Wang Kuicheng \| Bodywrap LTwoo Cycling Team \| + 0" \| \| \| 6. \| Henok Mulubrhan \| Green Project-Bardiani CSF-Faizanè \| + 0" \| \| \| 7. \| Martijn Rasenberg \| À Bloc CT \| + 0" \| \| \| 8. \| Anton Stensby \| Team Coop-Repsol \| + 0" \| \| \| 9. \| Nicolas Dalla Valle \| Team Corratec-Selle Italia \| + 0" \| \| \| 10. \| Willie Smit \| China Glory Continental Cycling Team \| + 0" \| \| |                        |                                      |            |
| |                        |                                      |            |
| Kilde: ProCyclingStats |                        |                                      |            |
| Etaperesultat |                        |                                      |            |
| Rytter | Rytter                 | Hold                                 | Tid        |
| 1. | Attilio Viviani        | Team Corratec-Selle Italia           | 4t 53' 34" |
| 2. | Timothy Dupont         | Tarteletto-Isorex                    | + 0"       |
| 3. | Enrico Zanoncello      | Green Project-Bardiani CSF-Faizanè   | + 0"       |
| 4. | Miguel Ángel Fernández | Burgos-BH                            | + 0"       |
| 5. | Wang Kuicheng          | Bodywrap LTwoo Cycling Team          | + 0"       |
| 6. | Henok Mulubrhan        | Green Project-Bardiani CSF-Faizanè   | + 0"       |
| 7. | Martijn Rasenberg      | À Bloc CT                            | + 0"       |
| 8. | Anton Stensby          | Team Coop-Repsol                     | + 0"       |
| 9. | Nicolas Dalla Valle    | Team Corratec-Selle Italia           | + 0"       |
| 10. | Willie Smit            | China Glory Continental Cycling Team | + 0"       |

| \| Samlede stilling \| Samlede stilling \| Samlede stilling \| Samlede stilling \| Samlede stilling \| \| Rytter \| Rytter \| Hold \| Tid \| \| \| ---------------- \| ----------------- \| --------------------------------------- \| ---------------- \| ---------------- \| \| 1. \| Wilmar Paredes \| Medellín-EPM \| 24t 21' 44" \| \| \| 2. \| Davide Baldaccini \| Team Corratec-Selle Italia \| + 36" \| \| \| 3. \| Eric Fagúndez \| Burgos-BH \| + 41" \| \| \| 4. \| Óscar Sevilla \| Medellín-EPM \| + 48" \| \| \| 5. \| Henok Mulubrhan \| Green Project-Bardiani CSF-Faizanè \| + 50" \| \| \| 6. \| Logan Currie \| Bolton Equities Black Spoke Pro Cycling \| + 51" \| \| \| 7. \| Roniel Campos \| Li Ning Star \| + 51" \| \| \| 8. \| Joan Bou \| Euskaltel-Euskadi \| + 52" \| \| \| 9. \| Willie Smit \| China Glory Continental Cycling Team \| + 54" \| \| \| 10. \| Lyu Xianjing \| China Glory Continental Cycling Team \| + 54" \| \| |                   |                                         |             |
| |                   |                                         |             |
| Kilde: ProCyclingStats |                   |                                         |             |
| Samlede stilling |                   |                                         |             |
| Rytter | Rytter            | Hold                                    | Tid         |
| 1. | Wilmar Paredes    | Medellín-EPM                            | 24t 21' 44" |
| 2. | Davide Baldaccini | Team Corratec-Selle Italia              | + 36"       |
| 3. | Eric Fagúndez     | Burgos-BH                               | + 41"       |
| 4. | Óscar Sevilla     | Medellín-EPM                            | + 48"       |
| 5. | Henok Mulubrhan   | Green Project-Bardiani CSF-Faizanè      | + 50"       |
| 6. | Logan Currie      | Bolton Equities Black Spoke Pro Cycling | + 51"       |
| 7. | Roniel Campos     | Li Ning Star                            | + 51"       |
| 8. | Joan Bou          | Euskaltel-Euskadi                       | + 52"       |
| 9. | Willie Smit       | China Glory Continental Cycling Team    | + 54"       |
| 10. | Lyu Xianjing      | China Glory Continental Cycling Team    | + 54"       |

### 7. etape
| Xihai - Gonghe County | kuperet etape | (127,25 km) |

| \| Etaperesultat \| Etaperesultat \| Etaperesultat \| Etaperesultat \| Etaperesultat \| \| Rytter \| Rytter \| Hold \| Tid \| \| \| ------------- \| ----------------------- \| --------------------------------------- \| ------------- \| ------------- \| \| 1. \| Henok Mulubrhan \| Green Project-Bardiani CSF-Faizanè \| 2t 54' 19" \| \| \| 2. \| Myagmarsuren Baasankhuu \| Mongoliet \| + 0" \| \| \| 3. \| Eric Fagúndez \| Burgos-BH \| + 0" \| \| \| 4. \| Martijn Rasenberg \| À Bloc CT \| + 0" \| \| \| 5. \| Riccardo Lucca \| Green Project-Bardiani CSF-Faizanè \| + 6" \| \| \| 6. \| Andrés Camilo Ardila \| Burgos-BH \| + 9" \| \| \| 7. \| Mario Aparicio \| Burgos-BH \| + 51" \| \| \| 8. \| Luke Mudgway \| Bolton Equities Black Spoke Pro Cycling \| + 1' 17" \| \| \| 9. \| Rodrigo Álvarez \| Burgos-BH \| + 1' 17" \| \| \| 10. \| Enrico Zanoncello \| Green Project-Bardiani CSF-Faizanè \| + 1' 17" \| \| |                         |                                         |            |
| |                         |                                         |            |
| Kilde: ProCyclingStats |                         |                                         |            |
| Etaperesultat |                         |                                         |            |
| Rytter | Rytter                  | Hold                                    | Tid        |
| 1. | Henok Mulubrhan         | Green Project-Bardiani CSF-Faizanè      | 2t 54' 19" |
| 2. | Myagmarsuren Baasankhuu | Mongoliet                               | + 0"       |
| 3. | Eric Fagúndez           | Burgos-BH                               | + 0"       |
| 4. | Martijn Rasenberg       | À Bloc CT                               | + 0"       |
| 5. | Riccardo Lucca          | Green Project-Bardiani CSF-Faizanè      | + 6"       |
| 6. | Andrés Camilo Ardila    | Burgos-BH                               | + 9"       |
| 7. | Mario Aparicio          | Burgos-BH                               | + 51"      |
| 8. | Luke Mudgway            | Bolton Equities Black Spoke Pro Cycling | + 1' 17"   |
| 9. | Rodrigo Álvarez         | Burgos-BH                               | + 1' 17"   |
| 10. | Enrico Zanoncello       | Green Project-Bardiani CSF-Faizanè      | + 1' 17"   |

| \| Samlede stilling \| Samlede stilling \| Samlede stilling \| Samlede stilling \| Samlede stilling \| \| Rytter \| Rytter \| Hold \| Tid \| \| \| ---------------- \| ----------------- \| ------------------------------------ \| ---------------- \| ---------------- \| \| 1. \| Eric Fagúndez \| Burgos-BH \| 27t 16' 40" \| \| \| 2. \| Henok Mulubrhan \| Green Project-Bardiani CSF-Faizanè \| + 3" \| \| \| 3. \| Mario Aparicio \| Burgos-BH \| + 1' 08" \| \| \| 4. \| Davide Baldaccini \| Team Corratec-Selle Italia \| + 1' 16" \| \| \| 5. \| Riccardo Lucca \| Green Project-Bardiani CSF-Faizanè \| + 1' 23" \| \| \| 6. \| Óscar Sevilla \| Medellín-EPM \| + 1' 28" \| \| \| 7. \| Roniel Campos \| Li Ning Star \| + 1' 31" \| \| \| 8. \| Joan Bou \| Euskaltel-Euskadi \| + 1' 32" \| \| \| 9. \| Willie Smit \| China Glory Continental Cycling Team \| + 1' 34" \| \| \| 10. \| Magnus Wæhre \| Team Coop-Repsol \| + 1' 34" \| \| |                   |                                      |             |
| |                   |                                      |             |
| Kilde: ProCyclingStats |                   |                                      |             |
| Samlede stilling |                   |                                      |             |
| Rytter | Rytter            | Hold                                 | Tid         |
| 1. | Eric Fagúndez     | Burgos-BH                            | 27t 16' 40" |
| 2. | Henok Mulubrhan   | Green Project-Bardiani CSF-Faizanè   | + 3"        |
| 3. | Mario Aparicio    | Burgos-BH                            | + 1' 08"    |
| 4. | Davide Baldaccini | Team Corratec-Selle Italia           | + 1' 16"    |
| 5. | Riccardo Lucca    | Green Project-Bardiani CSF-Faizanè   | + 1' 23"    |
| 6. | Óscar Sevilla     | Medellín-EPM                         | + 1' 28"    |
| 7. | Roniel Campos     | Li Ning Star                         | + 1' 31"    |
| 8. | Joan Bou          | Euskaltel-Euskadi                    | + 1' 32"    |
| 9. | Willie Smit       | China Glory Continental Cycling Team | + 1' 34"    |
| 10. | Magnus Wæhre      | Team Coop-Repsol                     | + 1' 34"    |

### 8. etape
| Gonghe County - Qaka | flad etape | (200,27 km) |

| \| Etaperesultat \| Etaperesultat \| Etaperesultat \| Etaperesultat \| Etaperesultat \| \| Rytter \| Rytter \| Hold \| Tid \| \| \| ------------- \| ----------------------- \| --------------------------------------- \| ------------- \| ------------- \| \| 1. \| Timothy Dupont \| Tarteletto-Isorex \| 3t 57' 50" \| \| \| 2. \| Victor Alejandro Ocampo \| Medellín-EPM \| + 0" \| \| \| 3. \| Luke Mudgway \| Bolton Equities Black Spoke Pro Cycling \| + 0" \| \| \| 4. \| Willie Smit \| China Glory Continental Cycling Team \| + 0" \| \| \| 5. \| Martijn Rasenberg \| À Bloc CT \| + 0" \| \| \| 6. \| Antonio Jesús Soto \| Euskaltel-Euskadi \| + 0" \| \| \| 7. \| Davide Baldaccini \| Team Corratec-Selle Italia \| + 0" \| \| \| 8. \| Lorenzo Quartucci \| Team Corratec-Selle Italia \| + 0" \| \| \| 9. \| Marco Murgano \| Team Corratec-Selle Italia \| + 0" \| \| \| 10. \| Stefano Gandin \| Team Corratec-Selle Italia \| + 5" \| \| |                         |                                         |            |
| |                         |                                         |            |
| Kilde: ProCyclingStats |                         |                                         |            |
| Etaperesultat |                         |                                         |            |
| Rytter | Rytter                  | Hold                                    | Tid        |
| 1. | Timothy Dupont          | Tarteletto-Isorex                       | 3t 57' 50" |
| 2. | Victor Alejandro Ocampo | Medellín-EPM                            | + 0"       |
| 3. | Luke Mudgway            | Bolton Equities Black Spoke Pro Cycling | + 0"       |
| 4. | Willie Smit             | China Glory Continental Cycling Team    | + 0"       |
| 5. | Martijn Rasenberg       | À Bloc CT                               | + 0"       |
| 6. | Antonio Jesús Soto      | Euskaltel-Euskadi                       | + 0"       |
| 7. | Davide Baldaccini       | Team Corratec-Selle Italia              | + 0"       |
| 8. | Lorenzo Quartucci       | Team Corratec-Selle Italia              | + 0"       |
| 9. | Marco Murgano           | Team Corratec-Selle Italia              | + 0"       |
| 10. | Stefano Gandin          | Team Corratec-Selle Italia              | + 5"       |

## Resultater
| \| Samlede stilling \| Samlede stilling \| Samlede stilling \| Samlede stilling \| Samlede stilling \| \| Rytter \| Rytter \| Hold \| Tid \| \| \| ---------------- \| --------------------------- \| --------------------------------------- \| ---------------- \| ---------------- \| \| 1. \| Henok Mulubrhan \| Green Project-Bardiani CSF-Faizanè \| 31t 14' 57" \| \| \| 2. \| Eric Fagúndez \| Burgos-BH \| + 0" \| \| \| 3. \| Davide Baldaccini \| Team Corratec-Selle Italia \| + 49" \| \| \| 4. \| Marco Murgano \| Team Corratec-Selle Italia \| + 1' 02" \| \| \| 5. \| Willie Smit \| China Glory Continental Cycling Team \| + 1' 07" \| \| \| 6. \| Mario Aparicio \| Burgos-BH \| + 1' 07" \| \| \| 7. \| Cedrik Bakke Christophersen \| Team Coop-Repsol \| + 1' 14" \| \| \| 8. \| Magnus Wæhre \| Team Coop-Repsol \| + 1' 15" \| \| \| 9. \| Josh Kench \| Bolton Equities Black Spoke Pro Cycling \| + 1' 17" \| \| \| 10. \| Óscar Sevilla \| Medellín-EPM \| + 1' 24" \| \| |                             |                                         |             |
| |                             |                                         |             |
| Kilde: ProCyclingStats |                             |                                         |             |
| Samlede stilling |                             |                                         |             |
| Rytter | Rytter                      | Hold                                    | Tid         |
| 1. | Henok Mulubrhan             | Green Project-Bardiani CSF-Faizanè      | 31t 14' 57" |
| 2. | Eric Fagúndez               | Burgos-BH                               | + 0"        |
| 3. | Davide Baldaccini           | Team Corratec-Selle Italia              | + 49"       |
| 4. | Marco Murgano               | Team Corratec-Selle Italia              | + 1' 02"    |
| 5. | Willie Smit                 | China Glory Continental Cycling Team    | + 1' 07"    |
| 6. | Mario Aparicio              | Burgos-BH                               | + 1' 07"    |
| 7. | Cedrik Bakke Christophersen | Team Coop-Repsol                        | + 1' 14"    |
| 8. | Magnus Wæhre                | Team Coop-Repsol                        | + 1' 15"    |
| 9. | Josh Kench                  | Bolton Equities Black Spoke Pro Cycling | + 1' 17"    |
| 10. | Óscar Sevilla               | Medellín-EPM                            | + 1' 24"    |

| Samlede stilling | Samlede stilling            | Samlede stilling                        | Samlede stilling | Samlede stilling |
| Rytter           | Rytter                      | Hold                                    | Tid              |                  |
| ---------------- | --------------------------- | --------------------------------------- | ---------------- | ---------------- |
| 1.               | Henok Mulubrhan             | Green Project-Bardiani CSF-Faizanè      | 31t 14' 57"      |                  |
| 2.               | Eric Fagúndez               | Burgos-BH                               | + 0"             |                  |
| 3.               | Davide Baldaccini           | Team Corratec-Selle Italia              | + 49"            |                  |
| 4.               | Marco Murgano               | Team Corratec-Selle Italia              | + 1' 02"         |                  |
| 5.               | Willie Smit                 | China Glory Continental Cycling Team    | + 1' 07"         |                  |
| 6.               | Mario Aparicio              | Burgos-BH                               | + 1' 07"         |                  |
| 7.               | Cedrik Bakke Christophersen | Team Coop-Repsol                        | + 1' 14"         |                  |
| 8.               | Magnus Wæhre                | Team Coop-Repsol                        | + 1' 15"         |                  |
| 9.               | Josh Kench                  | Bolton Equities Black Spoke Pro Cycling | + 1' 17"         |                  |
| 10.              | Óscar Sevilla               | Medellín-EPM                            | + 1' 24"         |                  |

| Pointkonkurrence | Pointkonkurrence         | Pointkonkurrence                        | Pointkonkurrence | Pointkonkurrence |
| Rytter           | Rytter                   | Hold                                    | Point            |                  |
| ---------------- | ------------------------ | --------------------------------------- | ---------------- | ---------------- |
| 1.               | Henok Mulubrhan          | Green Project-Bardiani CSF-Faizanè      | 75 point         |                  |
| 2.               | Timothy Dupont           | Tarteletto-Isorex                       | 69 point         |                  |
| 3.               | Luke Mudgway             | Bolton Equities Black Spoke Pro Cycling | 58 point         |                  |
| 4.               | Enrico Zanoncello        | Green Project-Bardiani CSF-Faizanè      | 54 point         |                  |
| 5.               | Martijn Rasenberg        | À Bloc CT                               | 53 point         |                  |
| 6.               | Attilio Viviani          | Team Corratec-Selle Italia              | 44 point         |                  |
| 7.               | Andoni López de Abetxuko | Euskaltel-Euskadi                       | 41 point         |                  |
| 8.               | Nils Sinschek            | À Bloc CT                               | 36 point         |                  |
| 9.               | Willie Smit              | China Glory Continental Cycling Team    | 35 point         |                  |
| 10.              | Wilmar Paredes           | Medellín-EPM                            | 35 point         |                  |

| Pointkonkurrence | Pointkonkurrence         | Pointkonkurrence                        | Pointkonkurrence | Pointkonkurrence |
| Rytter           | Rytter                   | Hold                                    | Point            |                  |
| ---------------- | ------------------------ | --------------------------------------- | ---------------- | ---------------- |
| 1.               | Henok Mulubrhan          | Green Project-Bardiani CSF-Faizanè      | 75 point         |                  |
| 2.               | Timothy Dupont           | Tarteletto-Isorex                       | 69 point         |                  |
| 3.               | Luke Mudgway             | Bolton Equities Black Spoke Pro Cycling | 58 point         |                  |
| 4.               | Enrico Zanoncello        | Green Project-Bardiani CSF-Faizanè      | 54 point         |                  |
| 5.               | Martijn Rasenberg        | À Bloc CT                               | 53 point         |                  |
| 6.               | Attilio Viviani          | Team Corratec-Selle Italia              | 44 point         |                  |
| 7.               | Andoni López de Abetxuko | Euskaltel-Euskadi                       | 41 point         |                  |
| 8.               | Nils Sinschek            | À Bloc CT                               | 36 point         |                  |
| 9.               | Willie Smit              | China Glory Continental Cycling Team    | 35 point         |                  |
| 10.              | Wilmar Paredes           | Medellín-EPM                            | 35 point         |                  |

| Bjergkonkurrence | Bjergkonkurrence        | Bjergkonkurrence                   | Bjergkonkurrence | Bjergkonkurrence |
| Rytter           | Rytter                  | Hold                               | Point            |                  |
| ---------------- | ----------------------- | ---------------------------------- | ---------------- | ---------------- |
| 1.               | Alessio Nieri           | Green Project-Bardiani CSF-Faizanè | 18 point         |                  |
| 2.               | Danny Osorio            | Medellín-EPM                       | 15 point         |                  |
| 3.               | Henok Mulubrhan         | Green Project-Bardiani CSF-Faizanè | 13 point         |                  |
| 4.               | Martijn Rasenberg       | À Bloc CT                          | 11 point         |                  |
| 5.               | Wilmar Paredes          | Medellín-EPM                       | 10 point         |                  |
| 6.               | Anton Stensby           | Team Coop-Repsol                   | 10 point         |                  |
| 7.               | Andrés Camilo Ardila    | Burgos-BH                          | 10 point         |                  |
| 8.               | Óscar Sevilla           | Medellín-EPM                       | 9 point          |                  |
| 9.               | Myagmarsuren Baasankhuu | Mongoliet                          | 8 point          |                  |
| 10.              | Joan Bou                | Euskaltel-Euskadi                  | 7 point          |                  |

| Bjergkonkurrence | Bjergkonkurrence        | Bjergkonkurrence                   | Bjergkonkurrence | Bjergkonkurrence |
| Rytter           | Rytter                  | Hold                               | Point            |                  |
| ---------------- | ----------------------- | ---------------------------------- | ---------------- | ---------------- |
| 1.               | Alessio Nieri           | Green Project-Bardiani CSF-Faizanè | 18 point         |                  |
| 2.               | Danny Osorio            | Medellín-EPM                       | 15 point         |                  |
| 3.               | Henok Mulubrhan         | Green Project-Bardiani CSF-Faizanè | 13 point         |                  |
| 4.               | Martijn Rasenberg       | À Bloc CT                          | 11 point         |                  |
| 5.               | Wilmar Paredes          | Medellín-EPM                       | 10 point         |                  |
| 6.               | Anton Stensby           | Team Coop-Repsol                   | 10 point         |                  |
| 7.               | Andrés Camilo Ardila    | Burgos-BH                          | 10 point         |                  |
| 8.               | Óscar Sevilla           | Medellín-EPM                       | 9 point          |                  |
| 9.               | Myagmarsuren Baasankhuu | Mongoliet                          | 8 point          |                  |
| 10.              | Joan Bou                | Euskaltel-Euskadi                  | 7 point          |                  |

| Holdkonkurrence | Holdkonkurrence                         | Holdkonkurrence | Holdkonkurrence |
| Hold            | Hold                                    | Tid             |                 |
| --------------- | --------------------------------------- | --------------- | --------------- |
| 1.              | Green Project-Bardiani CSF-Faizanè      | 93t 48' 53"     |                 |
| 2.              | Bolton Equities Black Spoke Pro Cycling | + 1' 00"        |                 |
| 3.              | Team Coop-Repsol                        | + 1' 15"        |                 |
| 4.              | Medellín-EPM                            | + 4' 48"        |                 |
| 5.              | China Glory Continental Cycling Team    | + 6' 57"        |                 |
| 6.              | Euskaltel-Euskadi                       | + 11' 22"       |                 |
| 7.              | Team Corratec-Selle Italia              | + 32' 18"       |                 |
| 8.              | Burgos-BH                               | + 38' 39"       |                 |
| 9.              | Tianyoude Hotel Cycling Team            | + 52' 08"       |                 |
| 10.             | Tarteletto-Isorex                       | + 1t 19' 08"    |                 |

| Holdkonkurrence | Holdkonkurrence                         | Holdkonkurrence | Holdkonkurrence |
| Hold            | Hold                                    | Tid             |                 |
| --------------- | --------------------------------------- | --------------- | --------------- |
| 1.              | Green Project-Bardiani CSF-Faizanè      | 93t 48' 53"     |                 |
| 2.              | Bolton Equities Black Spoke Pro Cycling | + 1' 00"        |                 |
| 3.              | Team Coop-Repsol                        | + 1' 15"        |                 |
| 4.              | Medellín-EPM                            | + 4' 48"        |                 |
| 5.              | China Glory Continental Cycling Team    | + 6' 57"        |                 |
| 6.              | Euskaltel-Euskadi                       | + 11' 22"       |                 |
| 7.              | Team Corratec-Selle Italia              | + 32' 18"       |                 |
| 8.              | Burgos-BH                               | + 38' 39"       |                 |
| 9.              | Tianyoude Hotel Cycling Team            | + 52' 08"       |                 |
| 10.             | Tarteletto-Isorex                       | + 1t 19' 08"    |                 |

## Hold og ryttere
| UCI ProTeams (5)- Bolton Equities Black Spoke Pro Cycling - Burgos-BH - Euskaltel-Euskadi - Green Project-Bardiani CSF-Faizanè - Team Corratec-Selle Italia UCI Kontinentalhold (14)- 7 Eleven Cliqq-air21 by Roadbike Philippines - À Bloc CT - Bodywrap LTwoo Cycling Team - China Glory Continental Cycling Team - Li Ning Star - Medellín-EPM - Nusantara Cycling Team - Shandong Green Orange Continental Team - Shenzhen Xidesheng Cycling Team - St George Continental Cycling Team - Tarteletto-Isorex - Team Coop-Repsol - The Hurricane & Thunder Cycling Team - Tianyoude Hotel Cycling Team Landshold (3)- Kina - Mongoliet - Thailand |
| |

### Startliste
| China Glory Continental Cycling Team CGC | China Glory Continental Cycling Team CGC | China Glory Continental Cycling Team CGC |
| ---------------------------------------- | ---------------------------------------- | ---------------------------------------- |
| Nr.                                      | Rytter                                   | Placering                                |
| 2                                        | Lyu Xianjing (CHN)                       | DNF-8                                    |
| 3                                        | Su Haoyu (CHN)                           | DNF-4                                    |
| 4                                        | Willie Smit (RSA)                        | 5.                                       |
| 5                                        | James Piccoli (CAN)                      | 14.                                      |
| 6                                        | Julien Trarieux (FRA)                    | 36.                                      |
| 7                                        | Lucas De Rossi (FRA)                     | 22.                                      |

| Kina CHN | Kina CHN     | Kina CHN  |
| -------- | ------------ | --------- |
| Nr.      | Rytter       | Placering |
| 11       | Teng Geng    | DNF-4     |
| 12       | Wang Ruidong | DNF-8     |
| 13       | Yu Tao Shen  | 63.       |
| 14       | Ju Jinyang   | DNF-4     |
| 15       | Binyan Ma    | 82.       |
| 16       | Yu Yuanfeng  | 72.       |
| 17       | Lian Shuai   | DNF-8     |

| Mongoliet MGL | Mongoliet MGL           | Mongoliet MGL |
| ------------- | ----------------------- | ------------- |
| Nr.           | Rytter                  | Placering     |
| 21            | Maral-erdene Batmunkh   | 89.           |
| 22            | Enkhtaivan Bolor-Erdene | DNF-3         |
| 23            | Myagmarsuren Baasankhuu | 61.           |
| 24            | Amartuvshin Battsengel  | DNF-4         |
| 25            | Bold Iderbold           | HD-4          |
| 26            | Bilguunjargal Erdenebat | 46.           |
| 27            | Temuulen Khadbaatar     | 85.           |

| Thailand THA | Thailand THA             | Thailand THA |
| ------------ | ------------------------ | ------------ |
| Nr.          | Rytter                   | Placering    |
| 31           | Nawuti Liphongyu         | DNF-6        |
| 32           | Noppachai Klahan         | 98.          |
| 33           | Peerapol Chawchiangkwang | 100.         |
| 34           | Tullatorn Sosalam        | DNF-4        |
| 35           | Ratchanon Yaowarat       | DNF-4        |
| 36           | Sarawut Sirironnachai    | 79.          |
| 37           | Thanakhan Chaiyasombat   | DNF-4        |

| Bolton Equities Black Spoke Pro Cycling BEB | Bolton Equities Black Spoke Pro Cycling BEB | Bolton Equities Black Spoke Pro Cycling BEB |
| ------------------------------------------- | ------------------------------------------- | ------------------------------------------- |
| Nr.                                         | Rytter                                      | Placering                                   |
| 41                                          | James Oram (NZL) (landevej)                 | 18.                                         |
| 42                                          | Paul Wright (NZL)                           | 41.                                         |
| 43                                          | Ryan Christensen (NZL)                      | 45.                                         |
| 44                                          | Luke Mudgway (NZL)                          | 34.                                         |
| 45                                          | Josh Kench (NZL)                            | 9.                                          |
| 46                                          | Logan Currie (NZL)                          | DNS-8                                       |
| 47                                          | Josh Burnett (NZL)                          | 19.                                         |

| Burgos-BH BBH | Burgos-BH BBH                | Burgos-BH BBH |
| ------------- | ---------------------------- | ------------- |
| Nr.           | Rytter                       | Placering     |
| 51            | Andrés Camilo Ardila (COL)   | 54.           |
| 52            | Miguel Ángel Fernández (ESP) | DNF-7         |
| 53            | Ángel Fuentes (ESP)          | 53.           |
| 54            | Mario Aparicio (ESP)         | 6.            |
| 55            | Eric Fagúndez (URU)          | 2.            |
| 56            | Rodrigo Álvarez (ESP)        | 56.           |
| 57            | Antonio Angulo (ESP)         | 93.           |

| Team Corratec-Selle Italia COR | Team Corratec-Selle Italia COR | Team Corratec-Selle Italia COR |
| ------------------------------ | ------------------------------ | ------------------------------ |
| Nr.                            | Rytter                         | Placering                      |
| 61                             | Stefano Gandin (ITA)           | 42.                            |
| 62                             | Davide Baldaccini (ITA)        | 3.                             |
| 63                             | Samuele Zambelli (ITA)         | 62.                            |
| 64                             | Lorenzo Quartucci (ITA)        | 48.                            |
| 65                             | Marco Murgano (ITA)            | 4.                             |
| 66                             | Nicolas Dalla Valle (ITA)      | 44.                            |
| 67                             | Attilio Viviani (ITA)          | 32.                            |

| Euskaltel-Euskadi EUS | Euskaltel-Euskadi EUS          | Euskaltel-Euskadi EUS |
| --------------------- | ------------------------------ | --------------------- |
| Nr.                   | Rytter                         | Placering             |
| 71                    | Antonio Jesús Soto (ESP)       | 24.                   |
| 72                    | Andoni López de Abetxuko (ESP) | 35.                   |
| 73                    | Asier Etxeberria (ESP)         | 66.                   |
| 74                    | Joan Bou (ESP)                 | 11.                   |
| 75                    | Ibai Azurmendi (ESP)           | 17.                   |
| 76                    | Peio Goikoetxea (ESP)          | DNF-5                 |
| 77                    | Iker Ballarin (ESP)            | 55.                   |

| Green Project-Bardiani CSF-Faizanè BCF | Green Project-Bardiani CSF-Faizanè BCF | Green Project-Bardiani CSF-Faizanè BCF |
| -------------------------------------- | -------------------------------------- | -------------------------------------- |
| Nr.                                    | Rytter                                 | Placering                              |
| 81                                     | Henok Mulubrhan (ERI) (landevej)       | 1.                                     |
| 82                                     | Riccardo Lucca (ITA)                   | 16.                                    |
| 83                                     | Luca Colnaghi (ITA)                    | DNF-6                                  |
| 84                                     | Alessio Nieri (ITA)                    | 20.                                    |
| 85                                     | Alessandro Santaromita (ITA)           | DNS-6                                  |
| 86                                     | Manuele Tarozzi (ITA)                  | 27.                                    |
| 87                                     | Enrico Zanoncello (ITA)                | 28.                                    |

| À Bloc CT ABC | À Bloc CT ABC             | À Bloc CT ABC |
| ------------- | ------------------------- | ------------- |
| Nr.           | Rytter                    | Placering     |
| 91            | Jelle Johannink (NED)     | 65.           |
| 92            | Lars Loohuis (NED)        | 78.           |
| 93            | Martijn Rasenberg (NED)   | 50.           |
| 94            | Mārtiņš Pluto (LAT)       | DNS-4         |
| 95            | Nils Sinschek (NED)       | 29.           |
| 96            | Meindert Weulink (NED)    | 51.           |
| 97            | Frank van den Broek (NED) | 52.           |

| Bodywrap LTwoo Cycling Team BDR | Bodywrap LTwoo Cycling Team BDR | Bodywrap LTwoo Cycling Team BDR |
| ------------------------------- | ------------------------------- | ------------------------------- |
| Nr.                             | Rytter                          | Placering                       |
| 101                             | Wang Kuicheng (CHN)             | 43.                             |
| 102                             | Niu Gaoshang (CHN)              | 94.                             |
| 104                             | Ma Hongao (CHN)                 | DNF-2                           |
| 105                             | Fàn Yihua (CHN)                 | DNF-8                           |
| 106                             | Lü Zeyao (CHN)                  | 104.                            |
| 107                             | Fu Zhèngháo (CHN)               | DNF-5                           |

| 7 Eleven Cliqq-air21 by Roadbike Philippines 7RP | 7 Eleven Cliqq-air21 by Roadbike Philippines 7RP | 7 Eleven Cliqq-air21 by Roadbike Philippines 7RP |
| ------------------------------------------------ | ------------------------------------------------ | ------------------------------------------------ |
| Nr.                                              | Rytter                                           | Placering                                        |
| 111                                              | Marcelo Felipe Hernández (PHI)                   | DNF-6                                            |
| 112                                              | Ryan Tugawin (PHI)                               | DNF-3                                            |
| 113                                              | Ismael Grospe (PHI)                              | DNF-5                                            |
| 114                                              | Nichol Pareja (PHI)                              | DNF-6                                            |
| 115                                              | Ivan Sembrano (PHI)                              | DNF-3                                            |
| 116                                              | Joshua Pascual (PHI)                             | 102.                                             |
| 117                                              | Jude Gabriel Francisco (PHI)                     | DNF-3                                            |

| Li Ning Star LNS | Li Ning Star LNS    | Li Ning Star LNS |
| ---------------- | ------------------- | ---------------- |
| Nr.              | Rytter              | Placering        |
| 121              | Yikui Niu (CHN)     | 84.              |
| 122              | Zhi Hui Jiang (CHN) | DNF-5            |
| 123              | Alexei Shnyrko      | 86.              |
| 124              | Shao Junqi (CHN)    | 30.              |
| 125              | Roniel Campos (VEN) | 12.              |
| 126              | Li Luhao (CHN)      | 97.              |
| 127              | Bai Lijun (CHN)     | 74.              |

| Nusantara Cycling Team NCT | Nusantara Cycling Team NCT | Nusantara Cycling Team NCT |
| -------------------------- | -------------------------- | -------------------------- |
| Nr.                        | Rytter                     | Placering                  |
| 131                        | Nur Prasetyo Firdaus (INA) | DNF-2                      |
| 132                        | Adrian Sevadil (INA)       | DNF-3                      |
| 133                        | Hossein Alizadeh (IRI)     | DNS-6                      |
| 134                        | Woro Fitrianto (INA)       | HD-4                       |
| 135                        | Muhammad Ridwan (INA)      | 103.                       |
| 136                        | Imam Arifin (INA)          | 95.                        |
| 137                        | Muhamad Herlangga (INA)    | DNF-4                      |

| Shandong Green Orange Continental Team SGO | Shandong Green Orange Continental Team SGO | Shandong Green Orange Continental Team SGO |
| ------------------------------------------ | ------------------------------------------ | ------------------------------------------ |
| Nr.                                        | Rytter                                     | Placering                                  |
| 141                                        | Shi Pengyang (CHN)                         | HD-4                                       |
| 142                                        | Sun Míngchēn (CHN)                         | 90.                                        |
| 143                                        | Bao Wangqiang (CHN)                        | HD-4                                       |
| 144                                        | Miao Chengshuo (CHN)                       | DQ-3                                       |
| 145                                        | Han Jiajun (CHN)                           | 92.                                        |
| 146                                        | Jiang He (CHN)                             | 75.                                        |
| 147                                        | Sun Kai (CHN)                              | DNF-5                                      |

| Shenzhen Xidesheng XDS | Shenzhen Xidesheng XDS       | Shenzhen Xidesheng XDS |
| ---------------------- | ---------------------------- | ---------------------- |
| Nr.                    | Rytter                       | Placering              |
| 151                    | Li Yuheng (CHN)              | 37.                    |
| 152                    | Hannes Bergström Frisk (SWE) | DNF-4                  |
| 153                    | Li Xi (CHN)                  | 99.                    |
| 154                    | Liu Jinchun (CHN)            | 57.                    |
| 155                    | Erik Bergström Frisk (SWE)   | 77.                    |
| 156                    | Zhang Ruibiao (CHN)          | 91.                    |
| 157                    | Zhao Chenli (CHN)            | DQ-3                   |

| St George Continental Cycling Team STG | St George Continental Cycling Team STG | St George Continental Cycling Team STG |
| -------------------------------------- | -------------------------------------- | -------------------------------------- |
| Nr.                                    | Rytter                                 | Placering                              |
| 161                                    | Jack Aitken (AUS)                      | 38.                                    |
| 162                                    | William Cooper (AUS)                   | DNF-7                                  |
| 163                                    | Riley Fleming (AUS)                    | 76.                                    |
| 164                                    | Cameron Ivory (AUS)                    | 80.                                    |
| 165                                    | Connor Reardon (AUS)                   | 88.                                    |
| 166                                    | Matthew Rice (AUS)                     | 96.                                    |
| 167                                    | Dylan Sunderland (AUS)                 | DNF-8                                  |

| Tarteletto-Isorex TIS | Tarteletto-Isorex TIS   | Tarteletto-Isorex TIS |
| --------------------- | ----------------------- | --------------------- |
| Nr.                   | Rytter                  | Placering             |
| 171                   | Gianni Marchand (BEL)   | 33.                   |
| 172                   | Timothy Dupont (BEL)    | 58.                   |
| 173                   | Torsten Demeyere (BEL)  | 87.                   |
| 174                   | Bo Godart (BEL)         | 60.                   |
| 175                   | Jacob Relaes (BEL)      | 23.                   |
| 176                   | Mauro Verwilt (BEL)     | 40.                   |
| 177                   | Maxime De Poorter (BEL) | 83.                   |

| Team Coop-Repsol TCR | Team Coop-Repsol TCR              | Team Coop-Repsol TCR |
| -------------------- | --------------------------------- | -------------------- |
| Nr.                  | Rytter                            | Placering            |
| 181                  | Eirik Lunder (NOR)                | 67.                  |
| 182                  | Johan Ravnøy (NOR)                | 73.                  |
| 183                  | André Drege (NOR)                 | 25.                  |
| 184                  | Kalle Kvam (NOR)                  | 64.                  |
| 185                  | Anton Stensby (NOR)               | 31.                  |
| 186                  | Cedrik Bakke Christophersen (NOR) | 7.                   |
| 187                  | Magnus Wæhre (NOR)                | 8.                   |

| Medellín-EPM MED | Medellín-EPM MED              | Medellín-EPM MED |
| ---------------- | ----------------------------- | ---------------- |
| Nr.              | Rytter                        | Placering        |
| 191              | Óscar Sevilla (ESP)           | 10.              |
| 192              | Fabio Duarte (COL)            | 39.              |
| 193              | Aldemar Reyes (COL)           | 26.              |
| 194              | Yeison Reyes (COL)            | DNS-7            |
| 195              | Wilmar Paredes (COL)          | 15.              |
| 196              | Danny Osorio (COL)            | 47.              |
| 197              | Victor Alejandro Ocampo (COL) | 59.              |

| The Hurricane & Thunder Cycling Team THT | The Hurricane & Thunder Cycling Team THT | The Hurricane & Thunder Cycling Team THT |
| ---------------------------------------- | ---------------------------------------- | ---------------------------------------- |
| Nr.                                      | Rytter                                   | Placering                                |
| 202                                      | Li Jinsong (CHN)                         | 70.                                      |
| 203                                      | Li Yanze (CHN)                           | 71.                                      |
| 204                                      | Pan Yourui (CHN)                         | 101.                                     |
| 205                                      | Liu Aolin (CHN)                          | DNF-4                                    |
| 206                                      | Chen Xuan Ye (TPE)                       | DNF-5                                    |
| 207                                      | Yucheng Huang (TPE)                      | DNF-4                                    |

| Tianyoude Hotel Cycling Team TYD | Tianyoude Hotel Cycling Team TYD | Tianyoude Hotel Cycling Team TYD |
| -------------------------------- | -------------------------------- | -------------------------------- |
| Nr.                              | Rytter                           | Placering                        |
| 211                              | Zhishan Zhang (CHN)              | 49.                              |
| 212                              | Jiancai Wang (CHN)               | 68.                              |
| 213                              | Li Zisen (CHN)                   | 81.                              |
| 214                              | Yecid Sierra (COL)               | 21.                              |
| 215                              | Saeid Safarzadeh (IRI)           | 13.                              |
| 216                              | Yeisson Quetama (COL)            | 69.                              |
| 217                              | Zhu Pengwu (CHN)                 | DNF-5                            |

| China Glory Continental Cycling Team CGC | China Glory Continental Cycling Team CGC | China Glory Continental Cycling Team CGC |
| ---------------------------------------- | ---------------------------------------- | ---------------------------------------- |
| Nr.                                      | Rytter                                   | Placering                                |
| 2                                        | Lyu Xianjing (CHN)                       | DNF-8                                    |
| 3                                        | Su Haoyu (CHN)                           | DNF-4                                    |
| 4                                        | Willie Smit (RSA)                        | 5.                                       |
| 5                                        | James Piccoli (CAN)                      | 14.                                      |
| 6                                        | Julien Trarieux (FRA)                    | 36.                                      |
| 7                                        | Lucas De Rossi (FRA)                     | 22.                                      |

| Kina CHN | Kina CHN     | Kina CHN  |
| -------- | ------------ | --------- |
| Nr.      | Rytter       | Placering |
| 11       | Teng Geng    | DNF-4     |
| 12       | Wang Ruidong | DNF-8     |
| 13       | Yu Tao Shen  | 63.       |
| 14       | Ju Jinyang   | DNF-4     |
| 15       | Binyan Ma    | 82.       |
| 16       | Yu Yuanfeng  | 72.       |
| 17       | Lian Shuai   | DNF-8     |

| Mongoliet MGL | Mongoliet MGL           | Mongoliet MGL |
| ------------- | ----------------------- | ------------- |
| Nr.           | Rytter                  | Placering     |
| 21            | Maral-erdene Batmunkh   | 89.           |
| 22            | Enkhtaivan Bolor-Erdene | DNF-3         |
| 23            | Myagmarsuren Baasankhuu | 61.           |
| 24            | Amartuvshin Battsengel  | DNF-4         |
| 25            | Bold Iderbold           | HD-4          |
| 26            | Bilguunjargal Erdenebat | 46.           |
| 27            | Temuulen Khadbaatar     | 85.           |

| Thailand THA | Thailand THA             | Thailand THA |
| ------------ | ------------------------ | ------------ |
| Nr.          | Rytter                   | Placering    |
| 31           | Nawuti Liphongyu         | DNF-6        |
| 32           | Noppachai Klahan         | 98.          |
| 33           | Peerapol Chawchiangkwang | 100.         |
| 34           | Tullatorn Sosalam        | DNF-4        |
| 35           | Ratchanon Yaowarat       | DNF-4        |
| 36           | Sarawut Sirironnachai    | 79.          |
| 37           | Thanakhan Chaiyasombat   | DNF-4        |

| Bolton Equities Black Spoke Pro Cycling BEB | Bolton Equities Black Spoke Pro Cycling BEB | Bolton Equities Black Spoke Pro Cycling BEB |
| ------------------------------------------- | ------------------------------------------- | ------------------------------------------- |
| Nr.                                         | Rytter                                      | Placering                                   |
| 41                                          | James Oram (NZL) (landevej)                 | 18.                                         |
| 42                                          | Paul Wright (NZL)                           | 41.                                         |
| 43                                          | Ryan Christensen (NZL)                      | 45.                                         |
| 44                                          | Luke Mudgway (NZL)                          | 34.                                         |
| 45                                          | Josh Kench (NZL)                            | 9.                                          |
| 46                                          | Logan Currie (NZL)                          | DNS-8                                       |
| 47                                          | Josh Burnett (NZL)                          | 19.                                         |

| Burgos-BH BBH | Burgos-BH BBH                | Burgos-BH BBH |
| ------------- | ---------------------------- | ------------- |
| Nr.           | Rytter                       | Placering     |
| 51            | Andrés Camilo Ardila (COL)   | 54.           |
| 52            | Miguel Ángel Fernández (ESP) | DNF-7         |
| 53            | Ángel Fuentes (ESP)          | 53.           |
| 54            | Mario Aparicio (ESP)         | 6.            |
| 55            | Eric Fagúndez (URU)          | 2.            |
| 56            | Rodrigo Álvarez (ESP)        | 56.           |
| 57            | Antonio Angulo (ESP)         | 93.           |

| Team Corratec-Selle Italia COR | Team Corratec-Selle Italia COR | Team Corratec-Selle Italia COR |
| ------------------------------ | ------------------------------ | ------------------------------ |
| Nr.                            | Rytter                         | Placering                      |
| 61                             | Stefano Gandin (ITA)           | 42.                            |
| 62                             | Davide Baldaccini (ITA)        | 3.                             |
| 63                             | Samuele Zambelli (ITA)         | 62.                            |
| 64                             | Lorenzo Quartucci (ITA)        | 48.                            |
| 65                             | Marco Murgano (ITA)            | 4.                             |
| 66                             | Nicolas Dalla Valle (ITA)      | 44.                            |
| 67                             | Attilio Viviani (ITA)          | 32.                            |

| Euskaltel-Euskadi EUS | Euskaltel-Euskadi EUS          | Euskaltel-Euskadi EUS |
| --------------------- | ------------------------------ | --------------------- |
| Nr.                   | Rytter                         | Placering             |
| 71                    | Antonio Jesús Soto (ESP)       | 24.                   |
| 72                    | Andoni López de Abetxuko (ESP) | 35.                   |
| 73                    | Asier Etxeberria (ESP)         | 66.                   |
| 74                    | Joan Bou (ESP)                 | 11.                   |
| 75                    | Ibai Azurmendi (ESP)           | 17.                   |
| 76                    | Peio Goikoetxea (ESP)          | DNF-5                 |
| 77                    | Iker Ballarin (ESP)            | 55.                   |

| Green Project-Bardiani CSF-Faizanè BCF | Green Project-Bardiani CSF-Faizanè BCF | Green Project-Bardiani CSF-Faizanè BCF |
| -------------------------------------- | -------------------------------------- | -------------------------------------- |
| Nr.                                    | Rytter                                 | Placering                              |
| 81                                     | Henok Mulubrhan (ERI) (landevej)       | 1.                                     |
| 82                                     | Riccardo Lucca (ITA)                   | 16.                                    |
| 83                                     | Luca Colnaghi (ITA)                    | DNF-6                                  |
| 84                                     | Alessio Nieri (ITA)                    | 20.                                    |
| 85                                     | Alessandro Santaromita (ITA)           | DNS-6                                  |
| 86                                     | Manuele Tarozzi (ITA)                  | 27.                                    |
| 87                                     | Enrico Zanoncello (ITA)                | 28.                                    |

| À Bloc CT ABC | À Bloc CT ABC             | À Bloc CT ABC |
| ------------- | ------------------------- | ------------- |
| Nr.           | Rytter                    | Placering     |
| 91            | Jelle Johannink (NED)     | 65.           |
| 92            | Lars Loohuis (NED)        | 78.           |
| 93            | Martijn Rasenberg (NED)   | 50.           |
| 94            | Mārtiņš Pluto (LAT)       | DNS-4         |
| 95            | Nils Sinschek (NED)       | 29.           |
| 96            | Meindert Weulink (NED)    | 51.           |
| 97            | Frank van den Broek (NED) | 52.           |

| Bodywrap LTwoo Cycling Team BDR | Bodywrap LTwoo Cycling Team BDR | Bodywrap LTwoo Cycling Team BDR |
| ------------------------------- | ------------------------------- | ------------------------------- |
| Nr.                             | Rytter                          | Placering                       |
| 101                             | Wang Kuicheng (CHN)             | 43.                             |
| 102                             | Niu Gaoshang (CHN)              | 94.                             |
| 104                             | Ma Hongao (CHN)                 | DNF-2                           |
| 105                             | Fàn Yihua (CHN)                 | DNF-8                           |
| 106                             | Lü Zeyao (CHN)                  | 104.                            |
| 107                             | Fu Zhèngháo (CHN)               | DNF-5                           |

| 7 Eleven Cliqq-air21 by Roadbike Philippines 7RP | 7 Eleven Cliqq-air21 by Roadbike Philippines 7RP | 7 Eleven Cliqq-air21 by Roadbike Philippines 7RP |
| ------------------------------------------------ | ------------------------------------------------ | ------------------------------------------------ |
| Nr.                                              | Rytter                                           | Placering                                        |
| 111                                              | Marcelo Felipe Hernández (PHI)                   | DNF-6                                            |
| 112                                              | Ryan Tugawin (PHI)                               | DNF-3                                            |
| 113                                              | Ismael Grospe (PHI)                              | DNF-5                                            |
| 114                                              | Nichol Pareja (PHI)                              | DNF-6                                            |
| 115                                              | Ivan Sembrano (PHI)                              | DNF-3                                            |
| 116                                              | Joshua Pascual (PHI)                             | 102.                                             |
| 117                                              | Jude Gabriel Francisco (PHI)                     | DNF-3                                            |

| Li Ning Star LNS | Li Ning Star LNS    | Li Ning Star LNS |
| ---------------- | ------------------- | ---------------- |
| Nr.              | Rytter              | Placering        |
| 121              | Yikui Niu (CHN)     | 84.              |
| 122              | Zhi Hui Jiang (CHN) | DNF-5            |
| 123              | Alexei Shnyrko      | 86.              |
| 124              | Shao Junqi (CHN)    | 30.              |
| 125              | Roniel Campos (VEN) | 12.              |
| 126              | Li Luhao (CHN)      | 97.              |
| 127              | Bai Lijun (CHN)     | 74.              |

| Nusantara Cycling Team NCT | Nusantara Cycling Team NCT | Nusantara Cycling Team NCT |
| -------------------------- | -------------------------- | -------------------------- |
| Nr.                        | Rytter                     | Placering                  |
| 131                        | Nur Prasetyo Firdaus (INA) | DNF-2                      |
| 132                        | Adrian Sevadil (INA)       | DNF-3                      |
| 133                        | Hossein Alizadeh (IRI)     | DNS-6                      |
| 134                        | Woro Fitrianto (INA)       | HD-4                       |
| 135                        | Muhammad Ridwan (INA)      | 103.                       |
| 136                        | Imam Arifin (INA)          | 95.                        |
| 137                        | Muhamad Herlangga (INA)    | DNF-4                      |

| Shandong Green Orange Continental Team SGO | Shandong Green Orange Continental Team SGO | Shandong Green Orange Continental Team SGO |
| ------------------------------------------ | ------------------------------------------ | ------------------------------------------ |
| Nr.                                        | Rytter                                     | Placering                                  |
| 141                                        | Shi Pengyang (CHN)                         | HD-4                                       |
| 142                                        | Sun Míngchēn (CHN)                         | 90.                                        |
| 143                                        | Bao Wangqiang (CHN)                        | HD-4                                       |
| 144                                        | Miao Chengshuo (CHN)                       | DQ-3                                       |
| 145                                        | Han Jiajun (CHN)                           | 92.                                        |
| 146                                        | Jiang He (CHN)                             | 75.                                        |
| 147                                        | Sun Kai (CHN)                              | DNF-5                                      |

| Shenzhen Xidesheng XDS | Shenzhen Xidesheng XDS       | Shenzhen Xidesheng XDS |
| ---------------------- | ---------------------------- | ---------------------- |
| Nr.                    | Rytter                       | Placering              |
| 151                    | Li Yuheng (CHN)              | 37.                    |
| 152                    | Hannes Bergström Frisk (SWE) | DNF-4                  |
| 153                    | Li Xi (CHN)                  | 99.                    |
| 154                    | Liu Jinchun (CHN)            | 57.                    |
| 155                    | Erik Bergström Frisk (SWE)   | 77.                    |
| 156                    | Zhang Ruibiao (CHN)          | 91.                    |
| 157                    | Zhao Chenli (CHN)            | DQ-3                   |

| St George Continental Cycling Team STG | St George Continental Cycling Team STG | St George Continental Cycling Team STG |
| -------------------------------------- | -------------------------------------- | -------------------------------------- |
| Nr.                                    | Rytter                                 | Placering                              |
| 161                                    | Jack Aitken (AUS)                      | 38.                                    |
| 162                                    | William Cooper (AUS)                   | DNF-7                                  |
| 163                                    | Riley Fleming (AUS)                    | 76.                                    |
| 164                                    | Cameron Ivory (AUS)                    | 80.                                    |
| 165                                    | Connor Reardon (AUS)                   | 88.                                    |
| 166                                    | Matthew Rice (AUS)                     | 96.                                    |
| 167                                    | Dylan Sunderland (AUS)                 | DNF-8                                  |

| Tarteletto-Isorex TIS | Tarteletto-Isorex TIS   | Tarteletto-Isorex TIS |
| --------------------- | ----------------------- | --------------------- |
| Nr.                   | Rytter                  | Placering             |
| 171                   | Gianni Marchand (BEL)   | 33.                   |
| 172                   | Timothy Dupont (BEL)    | 58.                   |
| 173                   | Torsten Demeyere (BEL)  | 87.                   |
| 174                   | Bo Godart (BEL)         | 60.                   |
| 175                   | Jacob Relaes (BEL)      | 23.                   |
| 176                   | Mauro Verwilt (BEL)     | 40.                   |
| 177                   | Maxime De Poorter (BEL) | 83.                   |

| Team Coop-Repsol TCR | Team Coop-Repsol TCR              | Team Coop-Repsol TCR |
| -------------------- | --------------------------------- | -------------------- |
| Nr.                  | Rytter                            | Placering            |
| 181                  | Eirik Lunder (NOR)                | 67.                  |
| 182                  | Johan Ravnøy (NOR)                | 73.                  |
| 183                  | André Drege (NOR)                 | 25.                  |
| 184                  | Kalle Kvam (NOR)                  | 64.                  |
| 185                  | Anton Stensby (NOR)               | 31.                  |
| 186                  | Cedrik Bakke Christophersen (NOR) | 7.                   |
| 187                  | Magnus Wæhre (NOR)                | 8.                   |

| Medellín-EPM MED | Medellín-EPM MED              | Medellín-EPM MED |
| ---------------- | ----------------------------- | ---------------- |
| Nr.              | Rytter                        | Placering        |
| 191              | Óscar Sevilla (ESP)           | 10.              |
| 192              | Fabio Duarte (COL)            | 39.              |
| 193              | Aldemar Reyes (COL)           | 26.              |
| 194              | Yeison Reyes (COL)            | DNS-7            |
| 195              | Wilmar Paredes (COL)          | 15.              |
| 196              | Danny Osorio (COL)            | 47.              |
| 197              | Victor Alejandro Ocampo (COL) | 59.              |

| The Hurricane & Thunder Cycling Team THT | The Hurricane & Thunder Cycling Team THT | The Hurricane & Thunder Cycling Team THT |
| ---------------------------------------- | ---------------------------------------- | ---------------------------------------- |
| Nr.                                      | Rytter                                   | Placering                                |
| 202                                      | Li Jinsong (CHN)                         | 70.                                      |
| 203                                      | Li Yanze (CHN)                           | 71.                                      |
| 204                                      | Pan Yourui (CHN)                         | 101.                                     |
| 205                                      | Liu Aolin (CHN)                          | DNF-4                                    |
| 206                                      | Chen Xuan Ye (TPE)                       | DNF-5                                    |
| 207                                      | Yucheng Huang (TPE)                      | DNF-4                                    |

| Tianyoude Hotel Cycling Team TYD | Tianyoude Hotel Cycling Team TYD | Tianyoude Hotel Cycling Team TYD |
| -------------------------------- | -------------------------------- | -------------------------------- |
| Nr.                              | Rytter                           | Placering                        |
| 211                              | Zhishan Zhang (CHN)              | 49.                              |
| 212                              | Jiancai Wang (CHN)               | 68.                              |
| 213                              | Li Zisen (CHN)                   | 81.                              |
| 214                              | Yecid Sierra (COL)               | 21.                              |
| 215                              | Saeid Safarzadeh (IRI)           | 13.                              |
| 216                              | Yeisson Quetama (COL)            | 69.                              |
| 217                              | Zhu Pengwu (CHN)                 | DNF-5                            |